# پلسیوسور
پلسیوسورسانان (به انگلیسی: Plesiosauria) خزندگان آبزی و گوشتخواری بودند که در شروع دورهٔ ژوراسیک پدیدار شدند و تا نایابی K - T آخر دورهٔ کِرِتاسه تکامل پیدا کردند.
نام پلسیوسور هم برای پلسیوسورهای واقعی (زیرراستهٔ نزدیک‌سوسمارواران) و هم برای گروه پلسیوسورها (نزدیک‌سوسماران) به کار می‌رود. پلسیوسورهای واقعی شامل دو دستهٔ گردن‌دراز (elasmosaurs) و گردن‌کوتاه (polycotylid) می‌شوند. پلسیوسور گونه‌های زیادی بودند اما به وسعت الاسموسورها نبودند.
فسیل پلسیوسور اولین بار در انگلستان توسط ماری آنینگ در سال ۲۰۰۵ کشف شد. پلسیوسور در اندازه‌های گوناگونی بین ۳ متر تا ۲۰ متر وجود داشتند. یک نمونه فسیل پلسیوسور در ایران شامل چند مهره و دنده، میان آمونیت در ارتفاعات کلات شمال مشهد کشف شده‌است.
پلسیوسور به‌علاوه گروه‌های گوناگونی از خزندگان آبزی همچون دایناسور ماهی‌وار (ایکتیوسور)، پتروسور، موساسور دایناسور نیستند.

## واژه‌شناسی
واژهٔ پلسیوسور از ترکیب واژه‌های یونانی plesios/πλησιος به معنی نزدیک و sauros/σαυρος به معنی مارمولک گرفته شده است.

## گونه‌ها

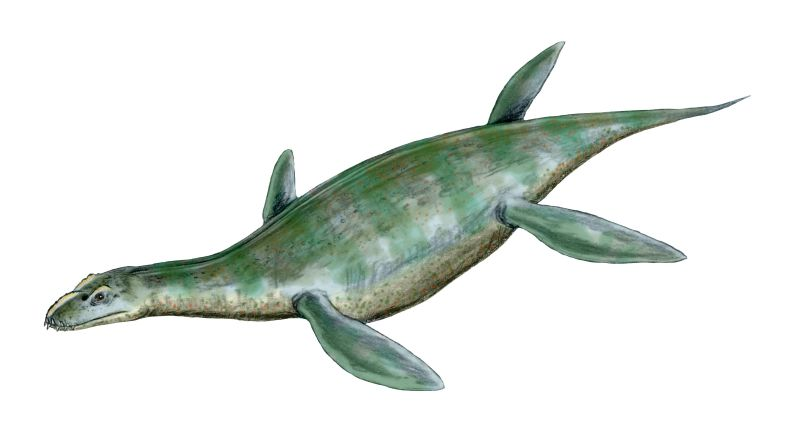
اوموناسارئوس از استرالیا

## گونه‌ها[۱۲][۱۳][۱۴]
- اوموناسارئوس:[۱۵] در دوران ژوراسیک به عنوان «قاتلین نهنگ‌ها» شناخته می‌شدند؛ آن‌ها را می‌توان از جثه کوچکشان که طولش کمتر از ۲٬۵ متر است و نیز سه برآمدگی تاج مانند در جمجمه شناسایی نمود. ودارای یک بدن جم و جور با چهار باله شنا، یک گردن بلند، یک سر کوچک و دمی کوتاه مانند خوک آبی بودند
- اوپالیونکتس:[۱۶] به معنی شناگرهای آنداموکا (Andamooka شهری دور افتاده در جنوب استرالیا) با جثه بزرگتر، با طولی در حدود شش متر و مجموعه دندان‌هایی سوزنی شکل برای به دام انداختن ماهی‌های کوچک.

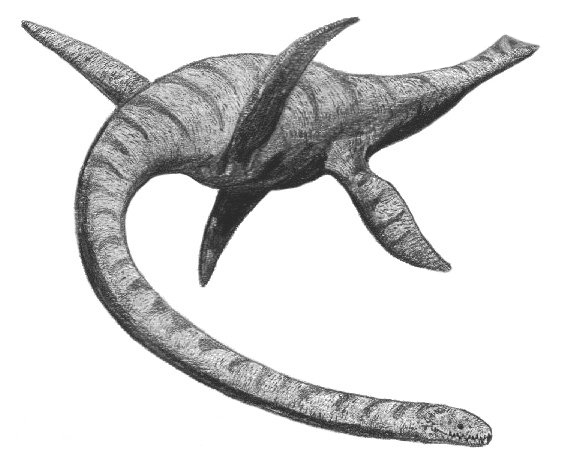
پلسیوسوروس

- پلسیوسوروس: این جانور ۳ تا ۵ متری که در دوره ژوراسیک پیشین می‌زیسته‌است از سر کوچک، گردن بلند و باریک و بدن پهن لاک‌پشت مانندش، دم کوتاه و دو جفت باله بزرگ و عریضش از بقیه شناخته می‌شود. در اقیانوس‌ها می‌زیسته‌است و از ماهی و دیگر جانوران دریایی تغذیه می‌نموده‌است.

## طبقه‌بندی[۱۷]
- بالاراسته سوسماربالان
  - راسته نزدیک‌سوسمارسانان
    - زیرراسته Pliosauroidea

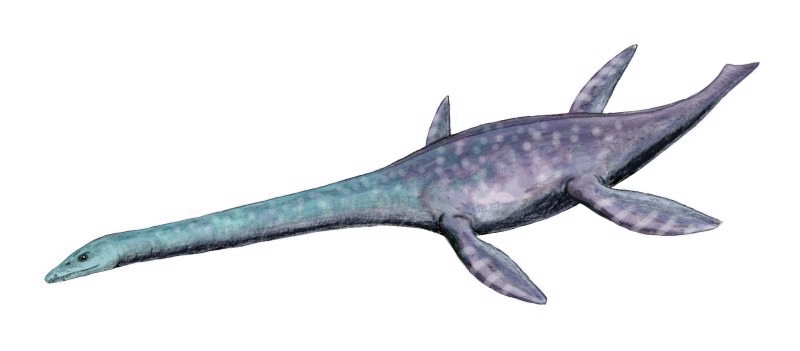
آتنبوروسور

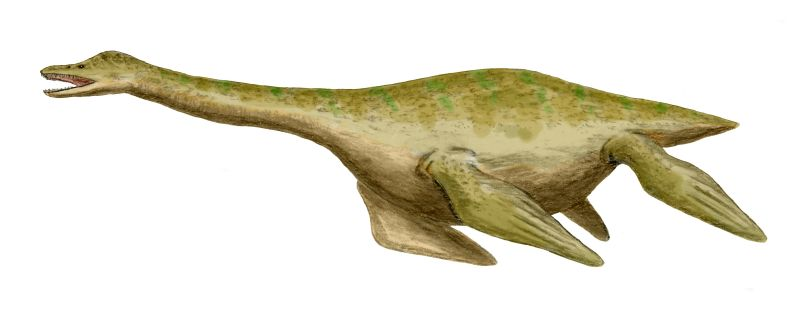
کریپتوکلیدوس

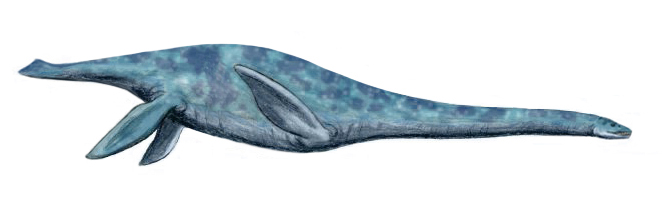
مورائنوسور

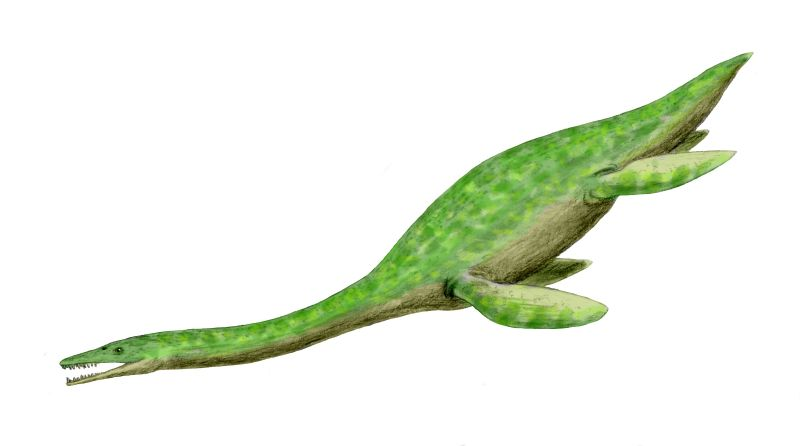
Thililua

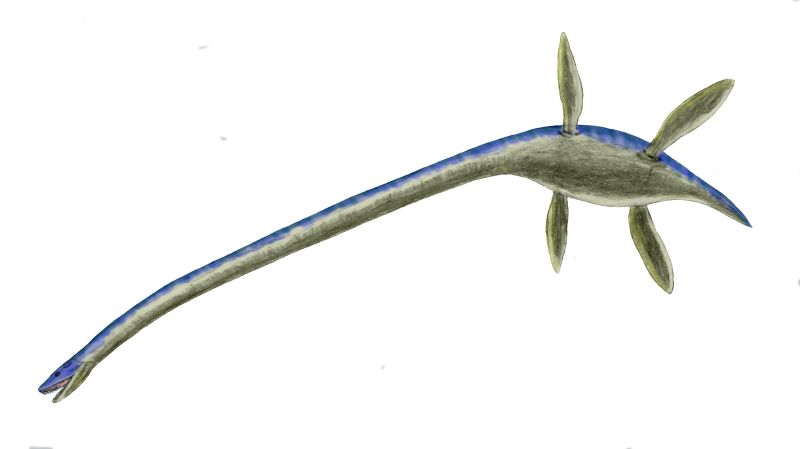
تالاسامدون

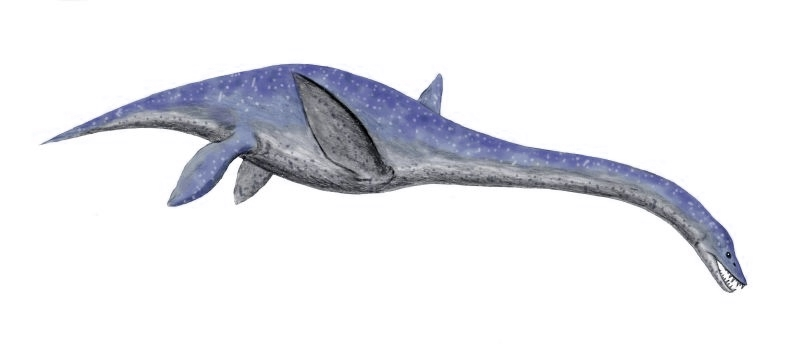
Libonectes

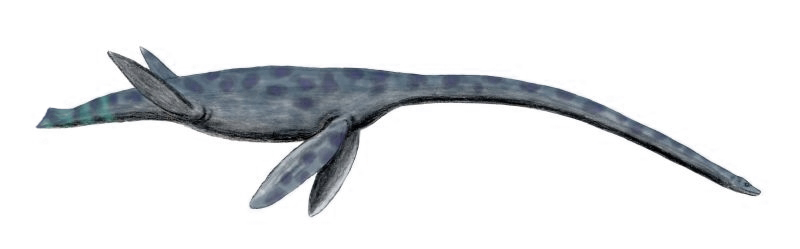
Styxosaurus

    - زیرراسته نزدیک‌سوسمارواران(Gray٬، ۱۸۲۵) والس، ۱۹۴۳ sensu O'Keefe، ۲۰۰۱
      - Plesiopterys O'Keefe، ۲۰۰۴
      - خانواده Plesiosauridae Gray، ۱۸۲۵ sensu O'Keefe، ۲۰۰۱
        - آتنبوروسور باکر، ۱۹۹۳
        - پلسیوسوروس De la Beche & Conybeare، ۱۸۲۱

      - (Unranked) Euplesiosauria O'Keefe، ۲۰۰۱
        -  ? Sthenarosaurus واتسون، ۱۹۹۱ (nomen dubium)
        -  ? اریتموسور Seeley، ۱۸۷۴
        -  ? Leurospondylus Brown، ۱۹۳۱
        -  ? Nichollsia Druckenmiller & Russell، ۲۰۰۸
        - بالاخانواده Cryptoclidoidea Williston، ۱۹۲۵ sensu O'Keefe، ۲۰۰۱
          - خانواده کریپتپکلیدیدیا Williston، ۱۹۲۵ sensu O'Keefe، ۲۰۰۱
            -  ? تاتنکتس O’Keefe & Wahl، ۲۰۰۳
            -  ? کولیمبوسور Seeley، ۱۸۷۴
            - کریپتوکلیدوس Seeley، ۱۸۹۲
            - مورائنوسور Seeley، ۱۸۷۴
            - پانتوسور مارش، ۱۸۹۱
            - Vinialesaurus Gasparini، Bardet & Iturralde-Vinent، ۲۰۰۲

          - (Unranked) Tricleidia O'Keefe، ۲۰۰۱
            - خانواده Tricledidae Nova
              - تریکلیدوس Andrews، ۱۹۰۹

            - خانواده الاسموسائورید Delair، ۱۹۵۹ sensu O'Keefe، ۲۰۰۱
              -  ? Aristonectes Cabrea، ۱۹۴۱
              - Kaiwhekea Cruickshank & Fordyce، ۲۰۰۲
              - Kimmerosaurus Brown، ۱۹۸۱
              - سیمولیاسور Leidy، ۱۸۵۱ (nomen dubium)

            - خانواده Polycotylidae Williston, ۱۹۰۹ sensu O'Keefe، ۲۰۰۱
              -  دولیچورهینچوپس ویلسون، ۱۹۰۳
              -  ? ادگاروسور Druckenmiller، ۲۰۰۲
              -  ? Georgiasaurus Otschev، ۱۹۷۸
              - Manemergus Buchy، Metayer، & Frey، ۲۰۰۵
              - Polycotylus کوپه، ۱۸۶۹
              - سولکوکوس Gasparini & Spalletti، ۱۹۹۰
              - Thililua باردت، Pereda Suberbiola & Jalil، ۲۰۰۳
              - تریناکرومروم کراگین، ۱۸۸۸

            - خانواده الاسموسائورید کوپه، ۱۸۶۹ sensu Bardet، Godefroit & Sciau، ۱۹۹۹
              - Microcleidus واتسون، ۱۹۱۱
              -  ? مورنوسور والس، ۱۹۴۳
              - Occitanosaurus باردت، Godefroit & Sciau، ۱۹۹۹

            - خانواده الاسموسائورید کوپه، ۱۸۶۹ sensu O'Keefe، ۲۰۰۱
              -  ? آفروسور والس، ۱۹۴۳
              - برانکاسور ونگر، ۱۹۱۴
              - Callawayasaurus کارپنتر، ۱۹۹۹
              - الاسموسور کوپه، ۱۸۶۹
              -  ? فرسنوسور والس، ۱۹۴۳
              -  ? فوتاباسور ساتو، Hasegawa & Manabe، ۲۰۰۶
              -  ? گونیوسور مایر، ۱۸۶۰
              -  ? Hydrotherosaurus والس، ۱۹۴۳
              -  ? هیدرالموسور والس، ۱۹۴۳
              - Libonectes کارپنتر، ۱۹۹۷
              -  ? Mauisaurus هکتور، ۱۸۷۴
              -  ? Ogmodirus ویلیستون & Moodie، ۱۹۱۳ (nomen dubium)
              -  ? اوروفوسور کوپه، ۱۸۸۷ (nomen dubium)
              -  ? سیمولیاسور کوپه، ۱۸۸۷ (nomen vanum)
              - Styxosaurus والس، ۱۹۴۳
              -  ? Terminonatator ساتو، ۲۰۰۳
              -  ? تالاسامدون والس، ۱۹۴۳
              -  ? Tuarangisaurus ویفن & موسلی ۱۹۸۶
              -  ? Woolungasaurus پرسون، ۱۹۶۰